# Anoma Kanié
Œuvres principales
- Les Eaux du Comoé
- Les Malheurs d'Amangoua

Léon Maurice Anoma Kanié, né le 17 juillet 1920 à Grand-Bassam, et mort le 7 juillet 2004 à Abidjan, est un poète, romancier, dramaturge, conteur, essayiste, critique littéraire, journaliste et diplomate ivoirien.      
Fils du syndicaliste et homme d'État Joseph Anoma, il est un des pionniers de la littérature ivoirienne d'expression française, aux côtés de Bernard Dadié, Michel Thew Adjié, Bertin Doutéo ou encore Aké Loba. Admirateur de José-Maria de Heredia et de Charles Baudelaire, il est l'auteur du recueil Les Eaux du Comoé, édité à Paris en 1951, et d'un roman de mœurs, Les Malheurs d'Amangoua.
Attaché de presse de Félix Houphouët-Boigny dès les premières années de l'indépendance, il collabore avec de nombreux périodiques internationaux sur des sujets liés aux sciences humaines ou à la culture. Ambassadeur à Chypre, puis en Israël, il est membre de la Société des Gens de Lettres et du Pen Club International.

## Biographie
Anoma Kanié étudie à l'école primaire supérieure de Bingerville, avant d'intégrer l'école normale supérieure de Dabou . En 1943, il rejoint la France et Paris, où la publication de contes, légendes, poèmes et articles de journaux le fait remarquer par les milieux littéraires parisiens ; plusieurs de ses textes sont retenus dans le mensuel Europe entre 1947 et 1949.  Rentré en Côte d'Ivoire en 1961, il intègre le cabinet de Mathieu Ékra, ministre de la Fonction publique et de l'Information, avant de rejoindre celui de Félix Houphouët-Boigny, qui le nomme chargé de mission et conseiller technique dans les questions culturelles et de presse.   
En 1966, il devient ambassadeur des pays du Conseil de l'Entente à Chypre. Passionné de sociologie, il a également été gouverneur de l'Institut de recherches sociologiques de Tel-Aviv, qui lui a décerné un diplôme d'honneur en 1970. En 1971, il publie une monographie consacrée à l'archéologie dans les pays du tiers-monde ; il est alors ambassadeur en Israël. Il publie de nouveaux poèmes dans Fraternité Matin, écrit pour le théâtre, et fait paraître Le Mariage Interdit, puis La Grande Samoko, qu'il met sur place avec le concours de la troupe des élèves de l'École d'Art Dramatique d'Abidjan. Il décède à Abidjan en juillet 2004.  

## Œuvre
En 1951, Kanié fait paraître un recueil de poèmes, Les Eaux du Comoé,. Il écrit par la suite un roman, initialement intitulé Le Fils de l'Homme Noir, dont quelques extraits paraissent dans plusieurs anthologies et revues ; il le remaniera profondément, suivant le conseil de son ami, le romancier Camara Laye. Renommé Bozouma d'après l'héroïne éponyme, le roman de Kanié fait face à de nombreux déboires éditoriaux qui poussent son auteur à en retarder significativement la publication : le texte ne paraît finalement qu'en 1978 à Dakar, sous le titre Les Malheurs d'Amangoua. Comme poète, il est lauréat, en 1965, du prix du Jasmin d'Argent pour son poème « Les Égocentriques » publié dans Présence Africaine. 
Kanié rassemble les fables animalières des différents folklores africains dans Quand les bêtes parlaient aux hommes,, un recueil de contes publié en 1974 ; il y traduit également quelques fables de La Fontaine en français populaire ivoirien. En 1978, Anoma Kanié publie Le Prince d'Assinie, un drame historique basé sur le personnage d'Aniaba, prince africain éduqué à Versailles à la fin du XVIIe siècle.

### Poésie
- Les Eaux du Comoé, éditions du Miroir, Paris, 1951.

### Romans et récits
- Quand les bêtes parlaient aux hommes, suivi des Fables de La Fontaine traduites en créole ivoirien, Nouvelles éditions africaines, Abidjan, 1974.
- Les Malheurs d'Amangoua, roman, Nouvelles éditions africaines, Dakar, 1978.

### Théâtre
- La Grande Samoko, Nouvelles éditions africaines, Abidjan, 1977.
- Le Prince d'Assinie, Centre d'édition et de diffusion africaines, Abidjan, 1977.